# Rawadolu
Rawadolu (en népalais : रावादोलू) est un comité de développement villageois du Népal situé dans le district d'Okhaldhunga. Au recensement de 2011, il comptait 1 553 habitants.